# 裕陵 (西夏)
 裕陵是中国党項族首領李继迁的陵墓，他在西夏建國後被追尊為太祖。位于宁夏回族自治区银川市西贺兰山东的西夏王陵建築群內，依據昭穆次序推斷，可能是西夏王陵中的一號陵，但未有確切證據證實這一點。一號陵四周建有围墙，分内外两重，附近建角楼，内建陵台，顶尖坡陡。现已毁坏。